# NGC 7755
NGC 7755 é uma galáxia espiral barrada (SBc) localizada na direcção da constelação de Sculptor. Possui uma declinação de -30° 31' 25" e uma ascensão recta de 23 horas, 47 minutos e 51,9 segundos.
A galáxia NGC 7755 foi descoberta em 27 de Setembro de 1834 por John Herschel.